# Hohenzollernhaus (Swakopmund)
Das Hohenzollernhaus ist ein Baudenkmal und Wahrzeichen der Stadt Swakopmund in Namibia. Das Gebäude entstand in den Jahren 1904–1906 im historisierenden Stil des Neobarock, von und für Hermann Dietz errichtet. An ihn erinnern noch heute (Stand März 2022) die Initialen HD am nördlichen Giebel.
Später beherbergte das Gebäude das „Hohenzollern Hotel“, das schlecht lief, weshalb Dietz Teile des Gebäudes an die Stadtverwaltung Swakopmund vermietete.
1972 wurde das Gebäude zu einem Nationalen Denkmal erklärt. Derzeit wird das Hohenzollernhaus für Eigentumswohnungen genutzt.